# 菲利普斯關係
菲利普斯關係是天文物理中Ia超新星的亮度峰值和最大亮度之後的光度變化之間的關係。
它最初是由美國天文學家伯特·秀在1974年，和蘇聯天文學家尤里·伯考伏斯基在1977年發現的。他們發現超新星的光度在最大光度過後，衰減的越快它的峰值也越暗淡。
這種相關性在1993年被M.菲利普斯在Calán/托洛洛超新星巡天時再度發現。它已被改寫，其中包括多個光度法的帶通，和相對於標轉範本在時間軸上的擴張'。
這關係通常用於導出Ia超新星最大亮度的標準燭光值。
它被定義在B星等從最大光度至下降15天的星等光度曲線，這個參數稱為{\displaystyle \Delta {m}_{15}}，給出最大光度和實際的B星等關係狀態：
{\displaystyle M_{\mathrm {max} }(B)=-21.726+2.698\Delta m_{15}(B).}